# Čeplje (gmina Lukovica)
Čeplje – wieś w Słowenii, w gminie Lukovica. W 2018 roku liczyła 98 mieszkańców.